# Liste der Monuments historiques in La Salvetat-Saint-Gilles
Die Liste der Monuments historiques in La Salvetat-Saint-Gilles führt die Monuments historiques in der französischen Gemeinde La Salvetat-Saint-Gilles auf.

## Liste der Bauwerke
| Bezeichnung | Beschreibung                  | Standort | Kennzeichnung | Schutzstatus | Datum | Bild |
| ----------- | ----------------------------- | -------- | ------------- | ------------ | ----- | ---- |
| Schloss     | Erbaut ab dem 13. Jahrhundert | (Lage)   | PA31000078    | Classé       | 2007  |      |